# 佛教大學

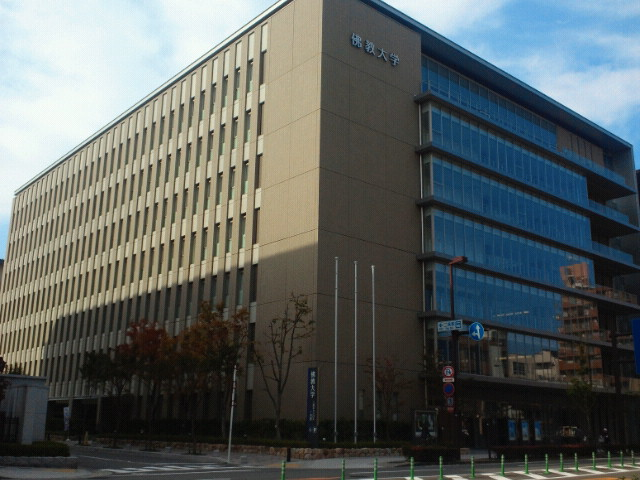
二条校區1号館

佛教大學（日语：／ Bukkyō Daigaku */?）是位於日本京都府京都市北区紫野北花坊町的私立大學。1949年創建。在京都市校區內發現了平安京的貴族邸宅。

## 歷史

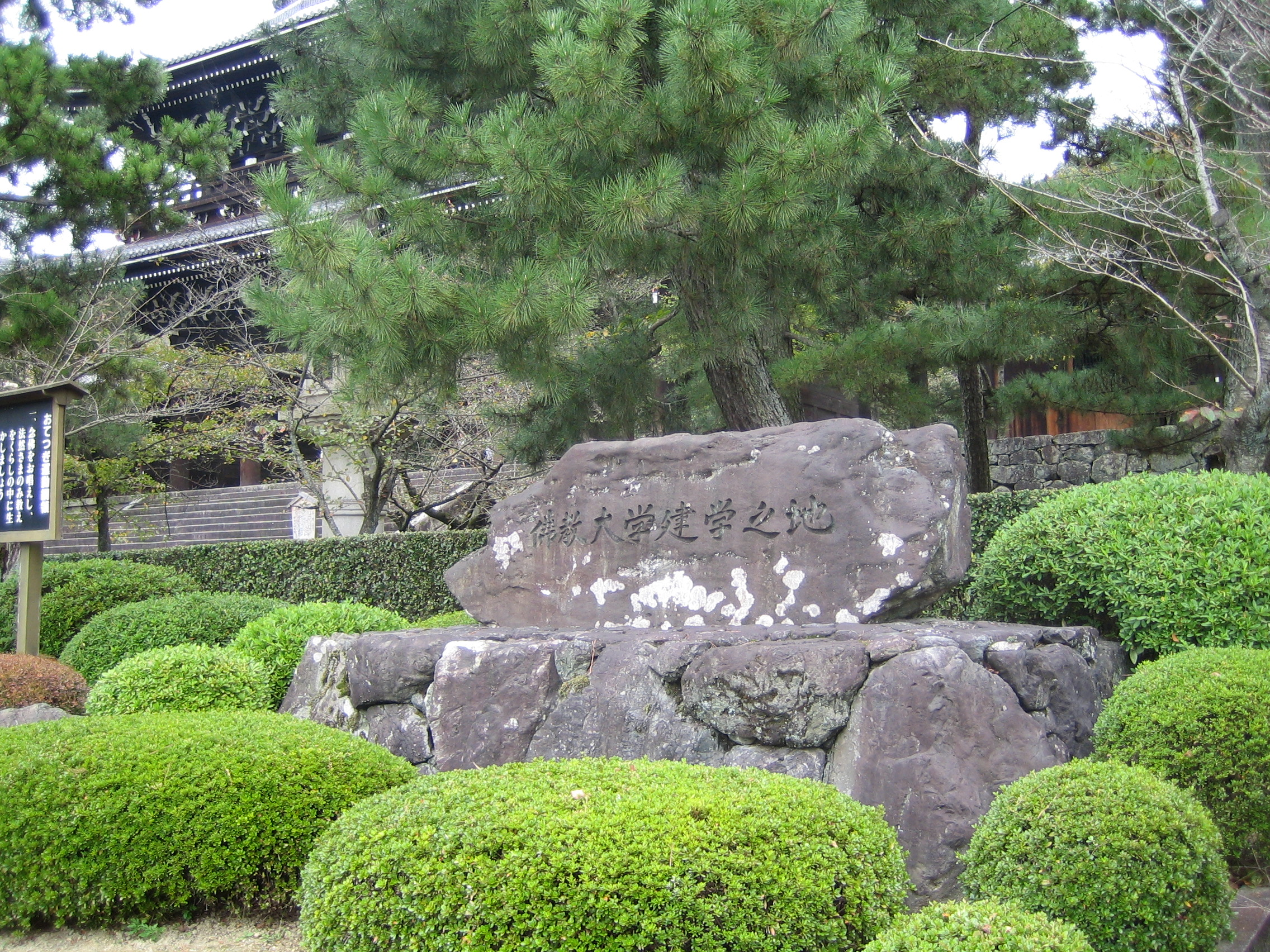
「佛教大學建學之地」碑。後方是知恩院三門

江戶時代初期的淨土宗在江戶設立了關東十八檀林，是佛教大學可追溯到的最早源頭。明治元年（1868年）知恩院山內設置佛教傳講機構。大正元年（1912年），據專門學校令改為高等學院。大正2年改稱佛教專門學校。昭和24年（1949年）據新學制升格，改稱佛教大學。
升格最初是單科大學，現在已有7學部13學科的綜合性大學。

## 外部連結
- 佛教大学 （页面存档备份，存于）
- 学校法人佛教教育学園 （页面存档备份，存于）
- 佛教大学附属幼稚園 （页面存档备份，存于）